# Funko
Funko, stilizzata in FunKo, è un'azienda che produce giocattoli su licenza. L'azienda è principalmente conosciuta per produrre più di 1000 action figure in vinile su licenza. Inoltre Funko produce peluche, bobbleheads, e oggetti di elettronica sempre su licenza come chiavette USB, torce e auricolari.
Fondata nel 1998 da Mike Becker, l'azienda fu inizialmente concepita da Becker come un piccolo progetto per produrre oggetti low-tech, e giocattoli di personaggi del passato nel tecnologico mondo odierno. Il primo prodotto 'bobblehead' (giocattolo con la testa dondolante) fu dell'icona pubblicitaria del ristorante Big Boy.
Venduta nel 2005, Funko LLC ha ora come presidente Brian Mariotti. Dal 2005, la compagnia ha incrementato il numero di giocattoli, firmando contratti per le licenze con Marvel, DC Comics, WWE, Lucasfilm, Sony Pictures Entertainment, Paramount Pictures, DreamWorks, 20th Century Fox, Hasbro, CBS, Fox, Warner Bros., Disney, HBO, Peanuts, BBC, NFL, Ubisoft, Universal Pictures, NBCUniversal, Cartoon Network, 2K Games, Bethesda Softworks, e molte altre. I prodotti Funko hanno ora distribuzione in tutto il mondo. Secondo Mariotti, "Abbiamo avuto 40 milioni di dollari di fatturato [nel 2013] — 28 milioni solo dai Funko Pop." Nel 2015, Funko ha aggiunto i prodotti Mopeez, Dorbz, Vinyl Idolz, Vinyl Vixens, e Super Deluxe a quelli già esistenti.

## Storia
Funko fu fondata come azienda di prodotti bubblehead nel 1998 da Mike Becker. Becker vendette la Funko al suo attuale CEO, Brian Mariotti, che fissò i suoi obiettivi in una rapida crescita dell'azienda nel mondo dei giocattoli su licenza e dei prodotti da collezione. Da allora, l'azienda ha avuto una rapida crescita acquistando sempre nuove licenze. Oggi Funko vende i suoi prodotti in migliaia di negozi, con acquirenti in tutto il mondo.
La ACON Investments, LLC ha annunciato di aver acquisito la Funko, LLC da Fundamental Capital, LLC.
Verranno però mantenuti staff e vertici aziendali.

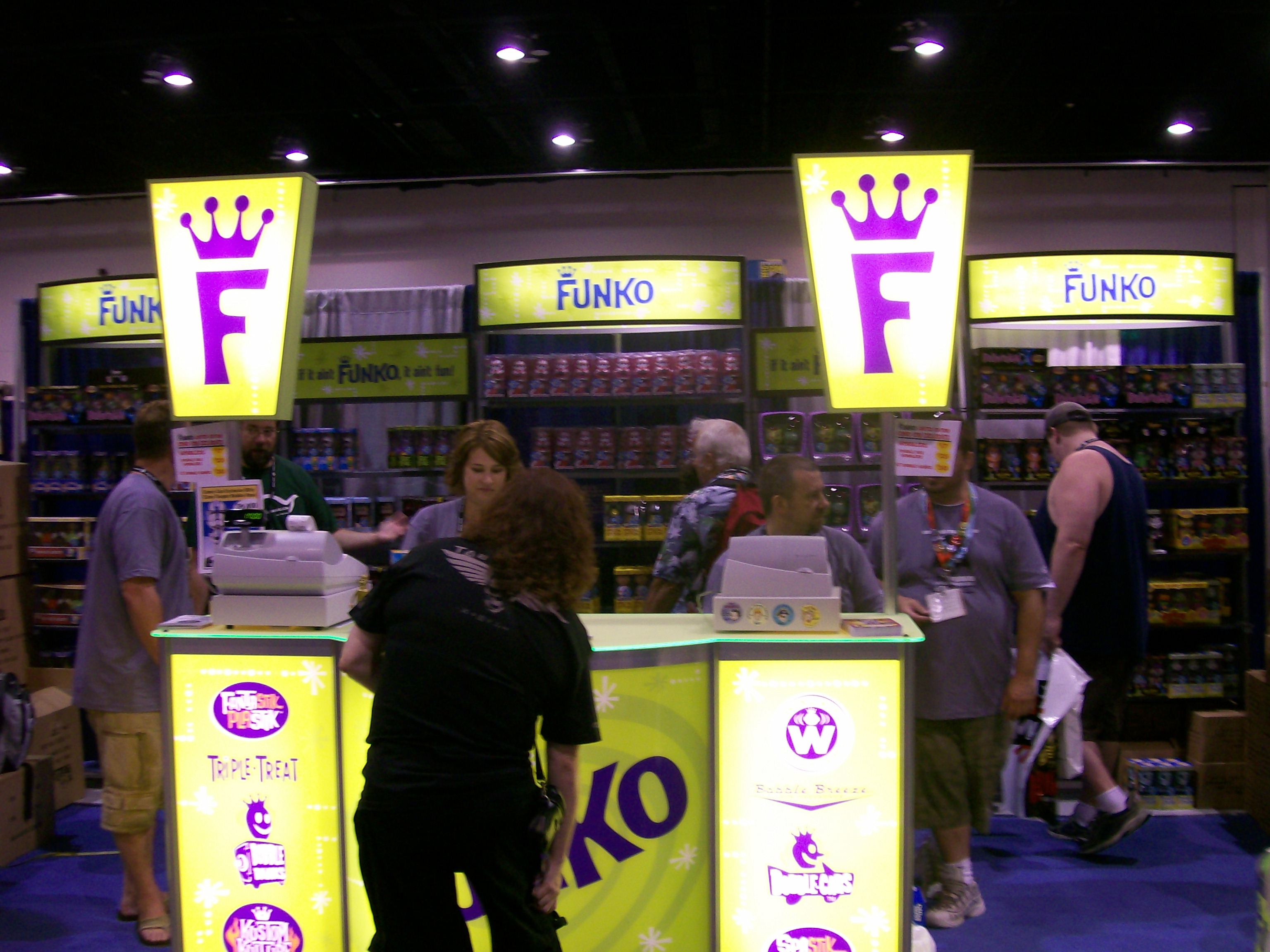
Stand Funko al San Diego Comic Con (SDCC)

## Prodotti
Funko ha creato diverse linee di prodotti dalla sua fondazione. La prima, Wacky Wobblers, è una serie di bobbleheads di personaggi come Betty Boop, Cap'n Crunch e Il gatto col cappello. I prodotti POP! Vinyl sono action figures fabbricati in stile super deformed (simile allo stile giapponese 'chibi'), da franchises come Marvel, DC Comics, Disney, Star Wars, Harry Potter ed altri, dalle serie tv ai film dell'orrore. Altre linee di prodotti sono i Mystery Minis, Hikari, ReAction Figures, Legacy Collection, Fabrikations, Mopeez, e Home & Accessories che include una serie di tazze di ceramica di Star Wars.
Al Toy Fair 2015, Funko annunciò la nascita di una nuova linea di prodotti chiamata Vinyl Sugar, prodotti che includono i Dorbz, i Vinyl Idolz, i Vinyl Vixens, e Super Deluxe Vinyls.
Prodotti non più in produzione sono gli Spastik Plastik, i Blox, i FunkoVision, i Funko Plushies, e i Funko Force.

## POP! Tees
Il CEO della Funko CEO Brian Mariotti ha annunciato attraverso Hot Topic che l'azienda produrrà la prima t-shirt da collezione dedicata ai POP! Vinyl, apparse per la prima volta al San Diego Comic Con del 2015. È stato annunciato che Hot Topic sarà inizialmente il venditore ufficiale della linea Pop! Tees. Le t-shirt Pop! Tees saranno basate su franchise come la Disney, Marvel, DC Comics e altri.

## Abbonamenti Collector Box
Nel 2015, Funko e Marvel hanno stretto un accordo per lanciare Marvel Collector Corps, un abbonamento riguardante materiale esclusivo da collezione, abbigliamento e accessori vari. I box vengono spediti ogni due mesi. Sono stati successivamente lanciati abbonamenti riguardanti Star Wars, chiamati Smuggler's Bounty, e la DC items, chiamati Legion of Collectors.